# 10.ª etapa do Giro d'Italia de 2020
A 10.ª etapa do Giro d'Italia de 2020 desenvolveu-se a 13 de outubro de 2020 entre Lanciano e Tortoreto sobre um percurso de 177 km e foi vencida pelo eslovaco Peter Sagan da equipa Bora-Hansgrohe, conseguindo assim ao menos um triunfo de etapa nas três Grandes Voltas. Por sua vez, o português João Almeida conseguiu manter um dia mais a liderança.

## Classificação da etapa
| \| Classificação por etapas \| Classificação por etapas \| Classificação por etapas \| Classificação por etapas \| Classificação por etapas \| \| Ciclista \| Ciclista \| Equipe \| Tempo \| \| \| ------------------------ \| ------------------------ \| ------------------------ \| ------------------------ \| ------------------------ \| \| 1. \| Peter Sagan \| Bora-Hansgrohe \| 4h01m56s \| \| \| 2. \| Brandon McNulty \| UAE Team Emirates \| + 19s \| \| \| 3. \| João Almeida \| Deceuninck-Quick Step \| + 23s \| \| \| 4. \| Ben Swift \| Ineos Grenadiers \| + 23s \| \| \| 5. \| Jai Hindley \| Team Sunweb \| + 23s \| \| \| 6. \| Rafał Majka \| Bora-Hansgrohe \| + 23s \| \| \| 7. \| Patrick Konrad \| Bora-Hansgrohe \| + 23s \| \| \| 8. \| Wilco Kelderman \| Team Sunweb \| + 23s \| \| \| 9. \| Domenico Pozzovivo \| NTT Pro Cycling \| + 23s \| \| \| 10. \| Pello Bilbao \| Bahrain McLaren \| + 23s \| \| |                    |                       |          |
| |                    |                       |          |
| Fonte: ProCyclingStats |                    |                       |          |
| Classificação por etapas |                    |                       |          |
| Ciclista | Ciclista           | Equipe                | Tempo    |
| 1. | Peter Sagan        | Bora-Hansgrohe        | 4h01m56s |
| 2. | Brandon McNulty    | UAE Team Emirates     | + 19s    |
| 3. | João Almeida       | Deceuninck-Quick Step | + 23s    |
| 4. | Ben Swift          | Ineos Grenadiers      | + 23s    |
| 5. | Jai Hindley        | Team Sunweb           | + 23s    |
| 6. | Rafał Majka        | Bora-Hansgrohe        | + 23s    |
| 7. | Patrick Konrad     | Bora-Hansgrohe        | + 23s    |
| 8. | Wilco Kelderman    | Team Sunweb           | + 23s    |
| 9. | Domenico Pozzovivo | NTT Pro Cycling       | + 23s    |
| 10. | Pello Bilbao       | Bahrain McLaren       | + 23s    |

## Classificações ao final da etapa

### Classificação geral(Maglia Rosa)
| \| Classificação geral \| Classificação geral \| Classificação geral \| Classificação geral \| Classificação geral \| \| Ciclista \| Ciclista \| Equipe \| Tempo \| \| \| ------------------- \| ------------------- \| --------------------- \| ------------------- \| ------------------- \| \| 1. \| João Almeida \| Deceuninck-Quick Step \| 39h38m05s \| \| \| 2. \| Wilco Kelderman \| Team Sunweb \| + 34s \| \| \| 3. \| Pello Bilbao \| Bahrain McLaren \| + 43s \| \| \| 4. \| Domenico Pozzovivo \| NTT Pro Cycling \| + 57s \| \| \| 5. \| Vincenzo Nibali \| Trek-Segafredo \| + 1m01s \| \| \| 6. \| Patrick Konrad \| Bora-Hansgrohe \| + 1m15s \| \| \| 7. \| Jai Hindley \| Team Sunweb \| + 1m19s \| \| \| 8. \| Rafał Majka \| Bora-Hansgrohe \| + 1m21s \| \| \| 9. \| Fausto Masnada \| Deceuninck-Quick Step \| + 1m36s \| \| \| 10. \| Hermann Pernsteiner \| Bahrain McLaren \| + 1m52s \| \| |                     |                       |           |
| |                     |                       |           |
| Fonte: ProCyclingStats |                     |                       |           |
| Classificação geral |                     |                       |           |
| Ciclista | Ciclista            | Equipe                | Tempo     |
| 1. | João Almeida        | Deceuninck-Quick Step | 39h38m05s |
| 2. | Wilco Kelderman     | Team Sunweb           | + 34s     |
| 3. | Pello Bilbao        | Bahrain McLaren       | + 43s     |
| 4. | Domenico Pozzovivo  | NTT Pro Cycling       | + 57s     |
| 5. | Vincenzo Nibali     | Trek-Segafredo        | + 1m01s   |
| 6. | Patrick Konrad      | Bora-Hansgrohe        | + 1m15s   |
| 7. | Jai Hindley         | Team Sunweb           | + 1m19s   |
| 8. | Rafał Majka         | Bora-Hansgrohe        | + 1m21s   |
| 9. | Fausto Masnada      | Deceuninck-Quick Step | + 1m36s   |
| 10. | Hermann Pernsteiner | Bahrain McLaren       | + 1m52s   |

### Classificação por pontos(Maglia Ciclamino)
| Classificação por pontos | Classificação por pontos | Classificação por pontos | Classificação por pontos | Classificação por pontos |
| Ciclista                 | Ciclista                 | Equipe                   | Pontos                   |                          |
| ------------------------ | ------------------------ | ------------------------ | ------------------------ | ------------------------ |
| 1.                       | Arnaud Démare            | Groupama-FDJ             | 167 pts                  |                          |
| 2.                       | Peter Sagan              | Bora-Hansgrohe           | 147 pts                  |                          |
| 3.                       | Filippo Ganna            | Ineos Grenadiers         | 51 pts                   |                          |
| 4.                       | João Almeida             | Deceuninck-Quick Step    | 41 pts                   |                          |
| 5.                       | Davide Ballerini         | Deceuninck-Quick Step    | 40 pts                   |                          |
| 6.                       | Andrea Vendrame          | AG2R La Mondiale         | 31 pts                   |                          |
| 7.                       | Ben Swift                | Ineos Grenadiers         | 31 pts                   |                          |
| 8.                       | Alex Dowsett             | Israel Start-Up Nation   | 29 pts                   |                          |
| 9.                       | Marco Frapporti          | Vini Zabù-Brado-KTM      | 28 pts                   |                          |
| 10.                      | Ruben Guerreiro          | EF Pro Cycling           | 27 pts                   |                          |

### Classificação da montanha(Maglia Azzurra)
| Classificação da montanha | Classificação da montanha | Classificação da montanha | Classificação da montanha | Classificação da montanha |
| Ciclista                  | Ciclista                  | Equipe                    | Pontos                    |                           |
| ------------------------- | ------------------------- | ------------------------- | ------------------------- | ------------------------- |
| 1.                        | Ruben Guerreiro           | EF Pro Cycling            | 84 pts                    |                           |
| 2.                        | Giovanni Visconti         | Vini Zabù-Brado-KTM       | 76 pts                    |                           |
| 3.                        | Filippo Ganna             | Ineos Grenadiers          | 45 pts                    |                           |
| 4.                        | Jonathan Castroviejo      | Ineos Grenadiers          | 45 pts                    |                           |
| 5.                        | Jonathan Caicedo          | EF Pro Cycling            | 40 pts                    |                           |
| 6.                        | Matthew Holmes            | Lotto-Soudal              | 20 pts                    |                           |
| 7.                        | Domenico Pozzovivo        | NTT Pro Cycling           | 20 pts                    |                           |
| 8.                        | Larry Warbasse            | AG2R La Mondiale          | 20 pts                    |                           |
| 9.                        | Kilian Frankiny           | Groupama-FDJ              | 20 pts                    |                           |
| 10.                       | Edoardo Zardini           | Vini Zabù-Brado-KTM       | 18 pts                    |                           |

### Classificação dos jovens(Maglia Bianca)
| Classificação dos jovens | Classificação dos jovens | Classificação dos jovens | Classificação dos jovens | Classificação dos jovens |
| Ciclista                 | Ciclista                 | Equipe                   | Tempo                    |                          |
| ------------------------ | ------------------------ | ------------------------ | ------------------------ | ------------------------ |
| 1.                       | João Almeida             | Deceuninck-Quick Step    | 39h38m05s                |                          |
| 2.                       | Jai Hindley              | Team Sunweb              | + 1m19s                  |                          |
| 3.                       | Brandon McNulty          | UAE Team Emirates        | + 2m39s                  |                          |
| 4.                       | Tao Geoghegan Hart       | Ineos Grenadiers         | + 2m45s                  |                          |
| 5.                       | Harm Vanhoucke           | Lotto-Soudal             | + 4m42s                  |                          |
| 6.                       | Sergio Samitier          | Movistar Team            | + 5m25s                  |                          |
| 7.                       | James Knox               | Deceuninck-Quick Step    | + 5m32s                  |                          |
| 8.                       | Aurélien Paret-Peintre   | AG2R La Mondiale         | + 6m21s                  |                          |
| 9.                       | Sam Oomen                | Team Sunweb              | + 10m49s                 |                          |
| 10.                      | Attila Valter            | CCC Team                 | + 11m26s                 |                          |

### Classificação por equipas"Súper team"
| Classificação por equipes | Classificação por equipes | Classificação por equipes | Classificação por equipes |
| Equipe                    | Equipe                    | Tempo                     |                           |
| ------------------------- | ------------------------- | ------------------------- | ------------------------- |
| 1.                        | Ineos Grenadiers          | 118h48m14s                |                           |
| 2.                        | Deceuninck-Quick Step     | + 12m32s                  |                           |
| 3.                        | Team Sunweb               | + 13m55s                  |                           |
| 4.                        | Bora-Hansgrohe            | + 18m44s                  |                           |
| 5.                        | Trek-Segafredo            | + 32m08s                  |                           |
| 6.                        | Movistar Team             | + 33m34s                  |                           |
| 7.                        | CCC Team                  | + 41m56s                  |                           |
| 8.                        | Bahrain McLaren           | + 42m52s                  |                           |
| 9.                        | AG2R La Mondiale          | + 45m11s                  |                           |
| 10.                       | UAE Team Emirates         | + 50m08s                  |                           |

## Abandonos
Não tomaram a saída devido a positivos em COVID-19 a equipa Mitchelton-Scott, de quatro de membros do staff, a equipa Jumbo-Visma, de Steven Kruijswijk, e o australiano Michael Matthews da equipa Sunweb.
Também não tomou a saída o estadounidense Lawson Craddock da equipa EF e não completou a etapa por fadiga o neerlandês Ramon Sinkeldam da equipa Groupama-FDJ.